# Table Hill Gardens
Table Hill Gardens, vor Ort meist Table Hill Gordon genannt, ist ein kleiner Ort in der Parish of Saint Paul auf der Karibikinsel Antigua, im Staat Antigua und Barbuda.

## Lage und Landschaft
Table Hill Gardens ist eine Ortslage von Liberta, unweit der antiguanischen Südküste, zwischen All Saints und English Harbour. Sie befindet sich nordöstlich des Monks Hill, der die Gegend vom Meer abschirmt. Sie gehört zu den fruchtbarsten Regionen der Insel und ist von den namengebenden Tafel-Hügeln und Landwirtschaft geprägt.
Der Ort hat gut 50 Haushalte (Stand: 2008) und mehr als 200 Einwohner (2001: 216).
| All Saints (St. Paul, St. Peter) |                                             |                         |
| Tyrells Liberta                  | Kompassrose, die auf Nachbargemeinden zeigt | Bethesda Christian Hill |
| Green Hill                       | Falmouth                                    | Cobbs Cross             |

## Geschichte
Im frühen 18. Jahrhundert war hier das Anwesen Gale, eine Familie, die in Amerika und auf mehreren Westindischen Inseln ansässig was, auf Antigua seit 1695. Nathaniel Gale († um 1745) besaß 120 Hektar,
diese gingen 1746 als Erbe auf den eingeheirateten James Gordon über. Nach Ende der Sklaverei 1835 ging die Plantage in Konkurs. Heute wird der Ort auch New Village genannt und zu Liberta gerechnet. – von Liberta nahm die Befreiung den Ausgang.